# Träskö-Storö

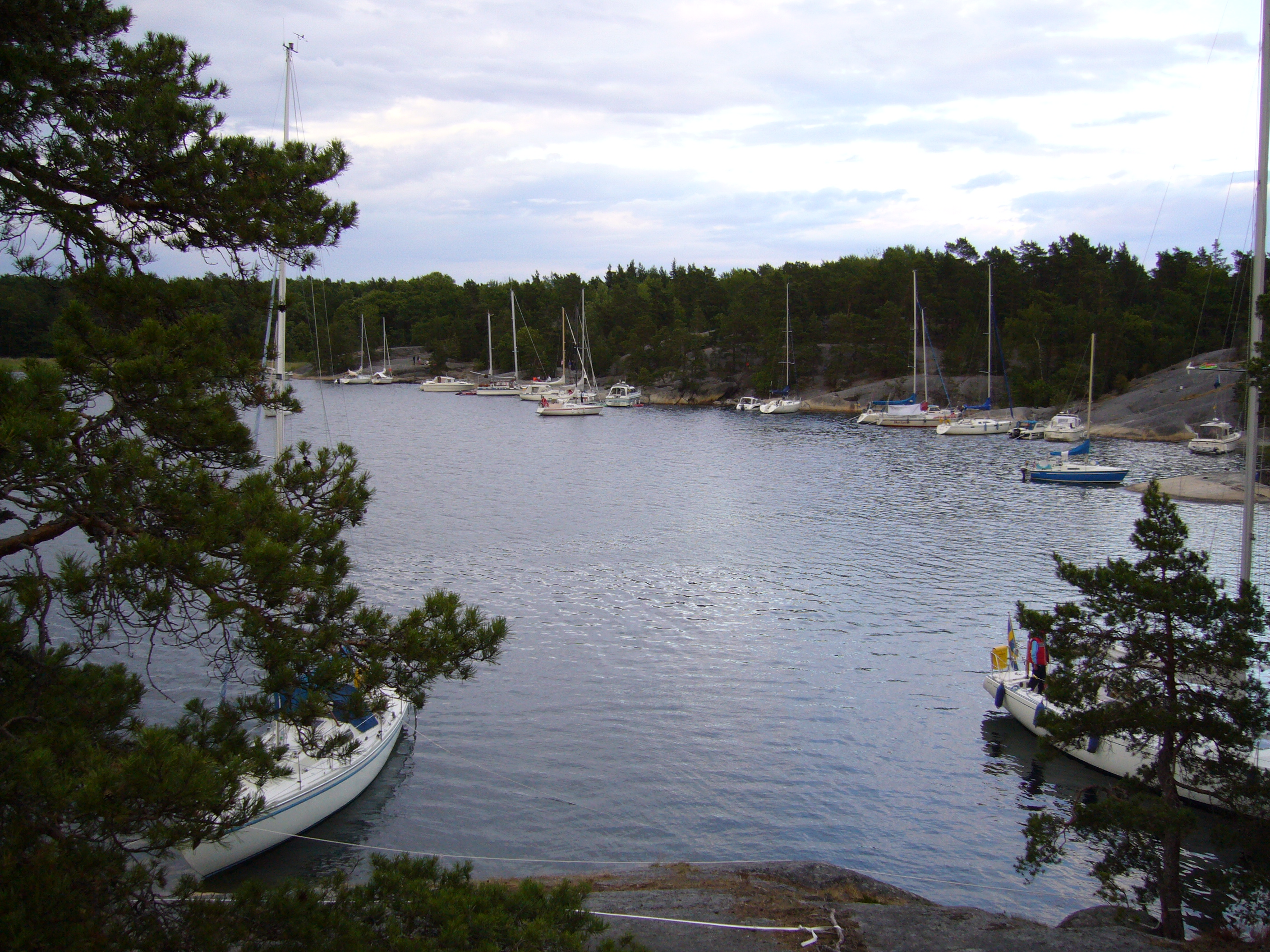
Naturhamnen vid Träskö-Storö.

Träskö-Storö är en cirka 2 kilometer lång ö som ligger mellan Möja och Svartsö i Värmdö kommun.

## Historia
År 1625 skänktes ön av kronan till amiralen och överståthållaren Claes Fleming för att han skulle grunda ett säteri på ön. 1679 hade fortfarande inget säteri byggts varför egendomen återtogs av kronan. År 1914 byggdes skärgårdens första vandrarhem på ön Stora Kalholmen på Träskö-Storös ostsida. Stora Kalholmen blev också Skärgårdsstiftelsens första förvärv då man 1961 köpte den av Allmänna arvsfonden. Stångmärket på holmens norra udde har sedan dess varit stiftelsens logotyp.

## Natur
Vid viken på Träskö-Storös sydvästra del finns en naturhamn med många förtöjningsplatser, badklippor och en allmän bastu som underhålls av Skärgårdsstiftelsen. Hela ön utom sydöstra stranden samt Lindholmen och Kåpholmen tillhör Hjälmö-Lådna naturreservat.